# Huon Highway
Der Huon Highway ist eine Fernstraße im Süden des australischen Bundesstaates Tasmanien. Sie verbindet Hobart und Kingston mit den weiter südlich gelegenen Teilen der Insel.

## Verlauf
Der Huon Highway schließt heute in Kingston an das Southern Outlet an, das, wie der Huon Highway selbst, die Nummerierung A6 trägt. Die Straße führt nach Westen durch die Siedlungen Sandfly, Lower Longley und Grove auf dem Weg des ursprünglichen Southern Outlet. In Lower Longley ist mündet die Huon Road (B64) ein, die die kürzeste Verbindung nach Hobart, entlang dem Mount Wellington, darstellt. Von dort führt der Huon Highway durch das Tal des Mountain River Richtung Südwesten nach Huonville. In Huonville überquert er den Huon River und setzt seinen Weg nach Südwesten entlang des Ästuar des Flusses über Franklin, South Franklin, Castle Forbes Bay und Port Huon bis Geeveston fort. Von dort folgt er weiter dem Huon River und dann dem D’Entrecasteaux-Kanal über Waterloo, Surges Bay und Glendevie nach Dover am Port Esperance. Die Stadt verlässt der Huon Highway nach Westen, um in Raminea wieder Richtung Süden abzubiegen. Über Strathblane erreicht er schließlich seinen Endpunkt in Southport.

## Geschichte
Der alte Huon Highway, der heute Huon Road heißt und die Nummerierung B64 trägt, ist eine kurvige, zweispurige Straße an der Südflanke des Mount Wellington entlang. Dieser Streckenabschnitt wurde mit dem Bau des Southern Outlet 1968 umgangen, das ursprünglich bis nach Grove führte. So entstand eine leistungsfähigere Verbindung von Hobart Richtung Huon Valley. Später wurde die Straße ab Kingston dem neuen Huon Highway zugeschlagen. Einige Streckenabschnitte, die alle im Huon Valley liegen, wurden ausgebaut.

## Quelle
Steve Parish: Australian Touring Atlas. Steve Parish Publishing, Archerfield QLD 2007, ISBN 978-1-74193-232-4, S. 56 + 59
- Karte mit allen Koordinaten:
- OSM |
- WikiMap